# Landgericht Darmstadt

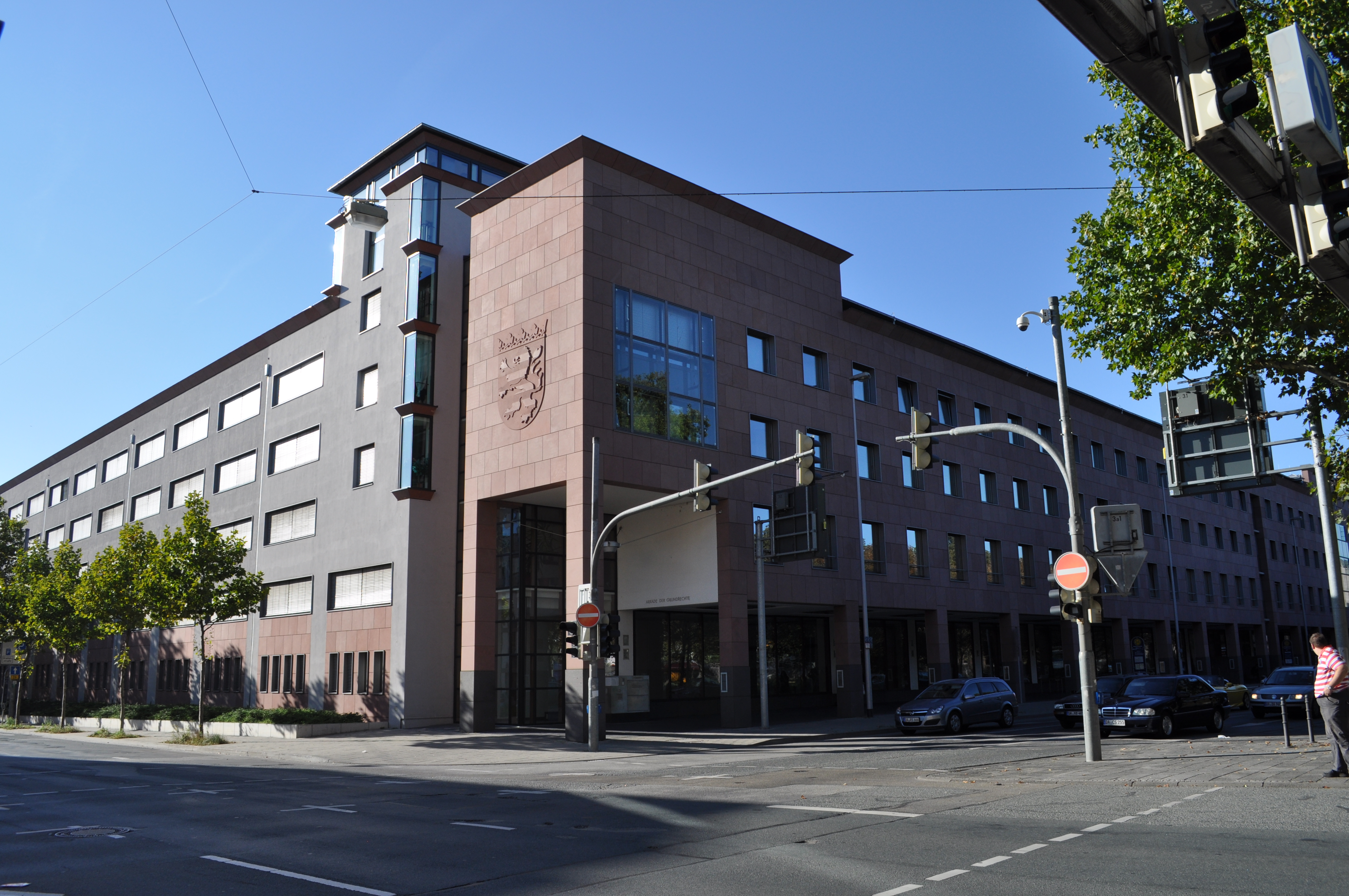
Landgericht Darmstadt, Mathildenplatz

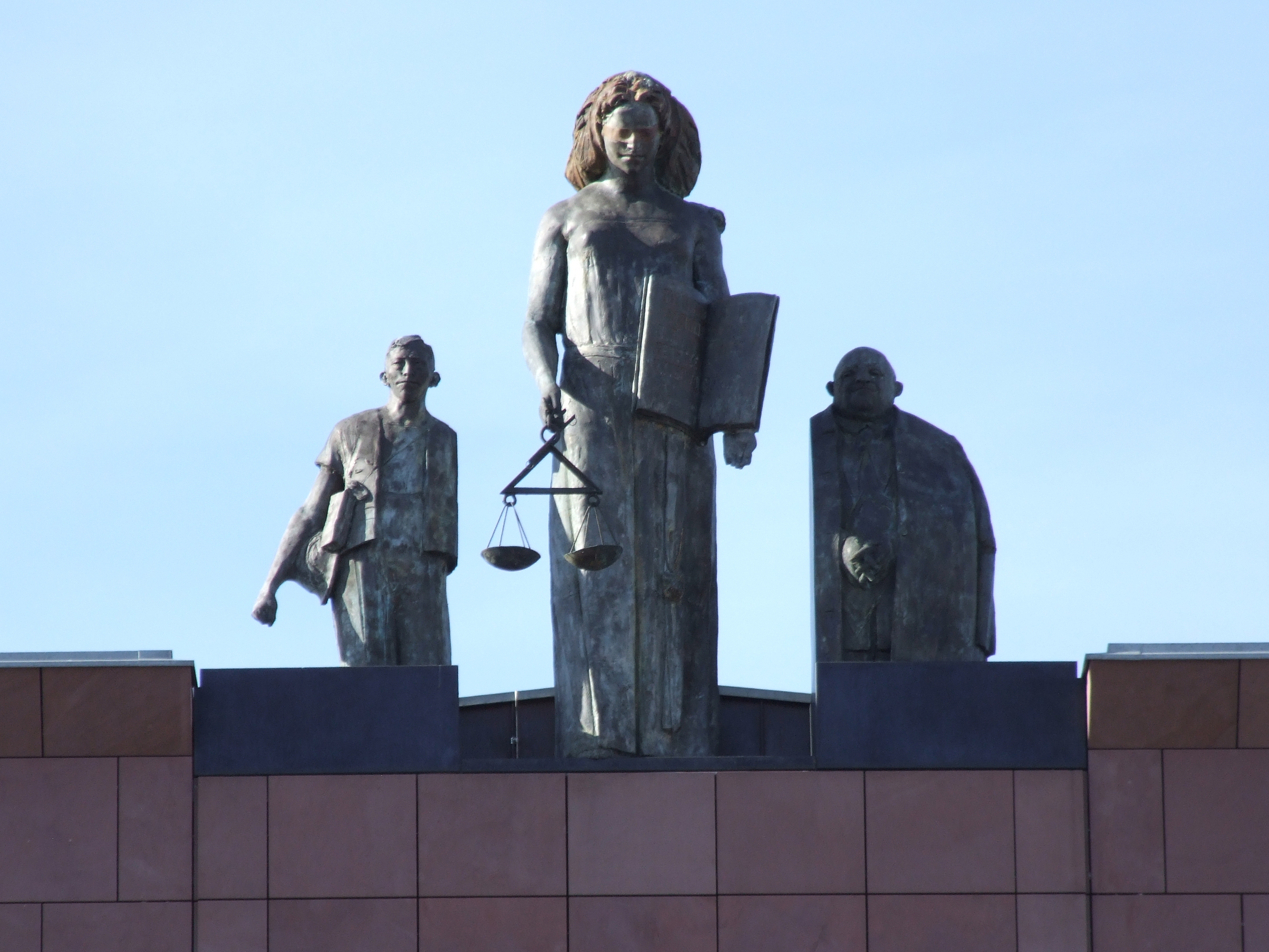
Skulpturengruppe Justitia des Bildhauers Ariel Auslender auf dem Dach des Landgerichts

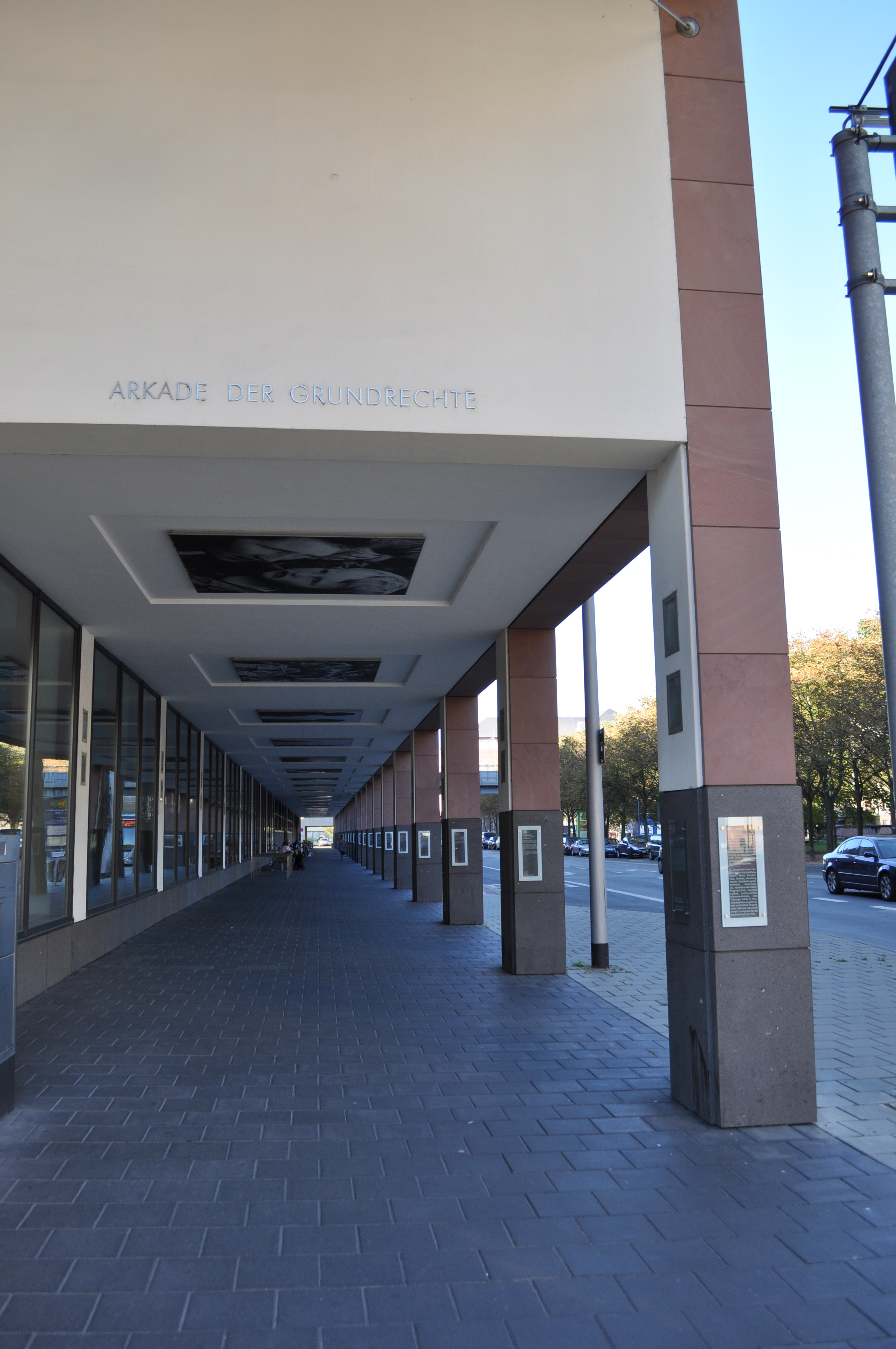
Landgericht Darmstadt, Mathildenplatz, Arkade der Grundrechte

Das Landgericht Darmstadt ist ein Gericht der ordentlichen Gerichtsbarkeit in der südhessischen Stadt Darmstadt. Es ist eines von neun Landgerichten im Bezirk des Oberlandesgerichts Frankfurt am Main.

## Geschichte
Der Vorgänger des heutigen Landgerichts war das Hofgericht Darmstadt, das seit 1803 unter dieser Bezeichnung arbeitete, kam allerdings aus einer älteren Tradition. Es war zunächst ein höheres Gericht der Landgrafschaft Hessen-Darmstadt und ab 1806 des Großherzogtums Hessen für dessen Provinz Oberhessen. 
Zum 1. Oktober 1879 trat das Gerichtsverfassungsgesetz von 1877 in Kraft. Damit wurden Organisation und Bezeichnungen der Gerichte reichsweit vereinheitlicht. Das Hofgericht Darmstadt wurde zum 1. Oktober 1879 formal aufgehoben und das Landgericht Darmstadt neu eingerichtet.

### Landesarbeitsgericht Darmstadt
Gemäß Arbeitsgerichtsgesetz vom 23. Dezember 1926 wurden in Deutschland Arbeitsgerichte gebildet. Diese waren nur in der ersten Instanz unabhängig, die Landesarbeitsgerichte waren den Landgerichten zugeordnet. Am Landgericht Darmstadt entstand so 1927 das Landesarbeitsgericht Darmstadt als einziges Landesarbeitsgericht für den Volksstaat Hessen. Dem Landesarbeitsgericht Darmstadt waren folgende Arbeitsgerichte zugeteilt: Arbeitsgericht Bensheim, Arbeitsgericht Darmstadt, Arbeitsgericht Michelstadt, Arbeitsgericht Offenbach, Arbeitsgericht Friedberg, Arbeitsgericht Gießen, Arbeitsgericht Lauterbach, Arbeitsgericht Nidda, Arbeitsgericht Bingen, Arbeitsgericht Mainz und Arbeitsgericht Worms. Nach der Besetzung Deutschlands durch die Alliierten wurden 1945 zunächst alle Gerichte geschlossen. Die ordentlichen Gerichte wurden schon bald wieder eröffnet, während die Arbeitsgerichte zunächst außer in Hamburg nicht wieder eingerichtet wurden, so dass arbeitsgerichtliche Streitigkeiten von den ordentlichen Gerichten erledigt werden mussten. Gemäß Kontrollratsgesetz 21 sollten in Deutschland Arbeitsgerichte aufgebaut werden. Für Groß-Hessen entstand das Hessische Landesarbeitsgericht in Frankfurt am Main. In Darmstadt wurde kein Landesarbeitsgericht mehr gebildet.

### Sondergericht Darmstadt
Nach der Nationalsozialistischen Machtübernahme 1933 wurde ein dem Landgericht zugeordnetes Sondergericht „… zur Abwehr heimtückischer Angriffe gegen die Regierung der nationalen Erhebung“ eingerichtet, das bis März 1945 zahlreiche politische Verfahren gegen so genannte „Volksschädlinge“ durchführte. Das Sondergericht Darmstadt war für den gesamten Volksstaat Hessen zuständig. Dieser bestand aus den Provinzen Oberhessen, Rheinhessen und Starkenburg. Das Sondergericht bestand aus einem Vorsitzenden und zwei Beisitzern mit je einem Vertreter.
Sondergerichtsverfahren waren Instrumente des NS-Staates die politische Opposition – insbesondere die KPD und SPD und deren Anhängerschaften – zu bekämpfen. Grundlage für die Klageerhebung waren jedoch auch Vergehen wie die Nichtablieferung von Waffen, illegaler Sprengstoffbesitz, die Herstellung oder Verbreitung von Flugblättern und andere Tätigkeiten für die verbotene KPD. Insgesamt wurden am Sondergericht Darmstadt 2.044 Verfahren durchgeführt, von denen jedoch nur 1.635 mit 2.316 Angeklagten überliefert sind.

## Struktur und Daten
Der Landgerichtsbezirk Darmstadt hat eine Fläche von 2978,49 km² auf der über 1,5 Millionen Einwohner leben. Es ist damit der größte Landgerichtsbezirk Hessens. In ihm liegen die kreisfreien Städte Darmstadt und Offenbach am Main sowie die Landkreise Darmstadt-Dieburg, Offenbach, Groß-Gerau, Bergstraße und der Odenwaldkreis.
Das Landgericht hat 19 Zivilkammern. Hier werden Zivilsachen und Angelegenheiten der freiwilligen Gerichtsbarkeit entschieden. Dies sind bürgerliche Rechtsstreitigkeiten sowie Berufungen/Beschwerden gegen nachgeordnete amtsgerichtliche Entscheidungen. Des Weiteren hat das LG Darmstadt sieben Kammern für Handelssachen. Drei dieser Kammern haben ihren Sitz in Offenbach. Erstinstanzliche Strafsachen werden von elf großen Strafkammern bearbeitet. Zu diesen elf großen Strafkammern gehören unter anderem eine Schwurgerichtskammer, Jugendkammern, Jugendschutzkammern, Kammern für Wirtschaftsstrafsachen und zwei große Strafvollstreckungskammern. Berufungen und Beschwerden gegen Urteile der Strafrichter und Schöffengerichte der Amtsgerichte im Landgerichtsbezirk Darmstadt werden von sechs kleinen Strafkammern bearbeitet.
Das Landgericht beschäftigt etwa 240 Mitarbeiter; davon sind 86 Richter, 14 Rechtspfleger und 43 Bewährungshelfer. Die Bewährungshelfer arbeiten in den Beratungsstellen Bensheim, Darmstadt, Groß-Gerau, Offenbach und Michelstadt. Pro Jahr werden von den Richtern des Landgerichtes etwa 100 Rechtsreferendare ausgebildet. Aktueller Präsident des Landgerichts ist seit 2015 Ralf Köbler.

## Gerichtsbezirk

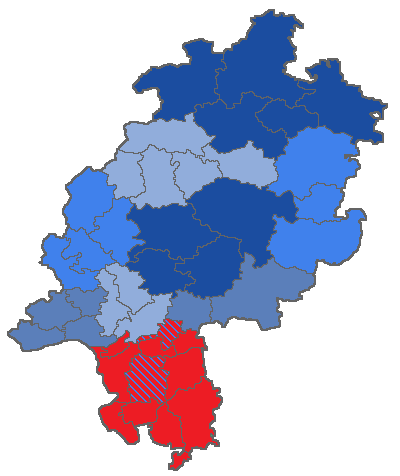
Lage des Landgerichtsbezirks Darmstadt in Hessen

Das Oberlandesgericht Frankfurt am Main ist dem Landgericht Darmstadt übergeordnet. Die folgenden Amtsgerichte sind dem LG Darmstadt nachgeordnet:
- Amtsgericht Bensheim
- Amtsgericht Dieburg
- Amtsgericht Fürth
- Amtsgericht Groß-Gerau
- Amtsgericht Lampertheim
- Amtsgericht Langen (Hessen)
- Amtsgericht Michelstadt
- Amtsgericht Rüsselsheim
- Amtsgericht Seligenstadt

Die Präsidialamtsgerichte Offenbach am Main und Darmstadt liegen zwar im Landgerichtsbezirk Darmstadt und sind im Instanzenzug dem LG Darmstadt nachgeordnet, jedoch aufgrund ihrer Größe organisatorisch selbstständig.

## Gebäude
Für das Landgericht wurde 1872 bis 1874 ein eigenes Landgerichtsgebäude, das Alte Landgericht (Darmstadt), errichtet. Dieses ist heute das Landgerichtsgebäude A. Da die Größe des Gebäudes nicht mehr ausreichte, wurden benachbart am Mathildenplatz zusätzlich die Gebäude B und C errichtet.

## Öffentliche Wahrnehmung
Bundesweit bekannt geworden ist der Fall des Justizopfers Horst Arnold, der im Jahr 2002 wegen angeblicher Vergewaltigung von der 12. Strafkammer des Landgerichts zu fünf Jahren Haft verurteilt worden war, dann aber nach vollständiger Verbüßung seiner Haftstrafe in einem Wiederaufnahmeverfahren vom Landgericht Kassel nachträglich wegen erwiesener Unschuld freigesprochen wurde.
Bekannt wurde der Fall des Andreas Darsow („Doppelmord von Babenhausen“), der 2011 von der 11. Strafkammer des Landgerichts Darmstadt wegen Mord zu einer lebenslangen Haftstrafe verurteilt wurde. Die Revision zum Bundesgerichtshof als auch eine Petition an den Hessischen Landtag scheiterten. Ein Rechtsanwalt möchte seit Mai 2018 die Wiederaufnahme des Verfahrens erreichen.
2014 hat das Landgericht Darmstadt einen durch die Staatsanwaltschaft beantragten und vom Amtsgericht Darmstadt ausgefertigten und vollzogenen Durchsuchungsbeschluss gegen die Lokalzeitung Darmstädter Echo  im Nachhinein für rechtswidrig erklärt. Journalistenverbände sahen das Vorgehen der Darmstädter Staatsanwaltschaft als „völlig überzogen“ und als „massiven Eingriff in die Pressefreiheit“ an.
Im November 2016 hob der Bundesgerichtshof ein Urteil wegen des Verstoßes gegen das Recht auf den gesetzlichen Richter auf, weil eine Richterin der Kammer unter Verstoß gegen den Mutterschutz auch während des absoluten Dienstleistungsverbots nach der Entbindung an der mündlichen Verhandlung teilgenommen hatte. Das Gericht hatte keinen Ergänzungsrichter vorsorglich hinzugezogen.
Im Februar 2021 gab der Europäische Gerichtshof für Menschenrechte einer Menschenrechtsbeschwerde einer wegen Mordes verurteilten Person statt. Der Vorsitzende Richter im Verfahren vor dem Landgericht Darmstadt war zuvor Beisitzer im Verfahren gegen ihren Verlobten; die Zurückweisung des darauf gestützten Ablehnungsgesuchs verstößt nach Ansicht des EGMR gegen das Recht auf ein faires Verfahren aus Art. 6 EMRK.

## Persönlichkeiten
- Jakob Keller, ehemaliger Richter am Landgericht Darmstadt
- Wilhelm Ludwig Heinrich Anton Köhler (* 25. Mai 1821 in Altenstadt; † 30. Mai 1908 in Darmstadt), Landgerichtsdirektor[13]
- Matthias Kurth (* 1952), ehemaliger Präsident der Bundesnetzagentur
- Heinrich Stüber, Landgerichtspräsident
- Otto Pistor (1879–1883), Richter
- Karl Wolff (* 1871; † 1916)[14], ab 1911 Landgerichtsrat, später Landgerichtsdirektor[15]
- Otto von Pfister-Schwaighusen (1906–1933)
- Max Schilling-Trygophorus (1920–1924 Direktor)
- Wilhelm Maurer

## Weblink und Quelle
- Internetpräsenz des Landgerichts Darmstadt
- Übersicht der Rechtsprechung des Landgerichts Darmstadt